# Nivea Brașov
Întreprinderea de Produse Cosmetice «Nivea» Brașov, a reprezentat o firmă românească care a reușit să monopolizeze Orientul Apropiat și Europa estică (blocul comunist), datorită raportului calitate-preț avantajos. Au fost comercializate sute de tipuri de produse, între care paste de dinți, creme de ras, creme pentru piele, săpunuri, deodorante, șampoane, parfumuri și ape de toaletă, produse chimice pentru gospodărie etc.

## Istoric
În 1840, la Brașov se deschidea un atelier de fabricat săpunuri. Un altul a fost înființat în 1896. Cele două ateliere vor intra, după naționalizarea din 1949, în componența fabricii de săpun „Poiana”.
Fabrica Nivea din Brașov își are începuturile în laboratorul de cosmetică „Leo”, existent din 1926, înființat inițial la Ghimbav. Adevăratul său act de naștere se află însă în adresa Ministerului Comerțului din 7 decembrie 1923. Treptat, laboratorul își deschide noi secții, producând în perioada interbelică pasta de dinți, praful de dinți și apa de gură „Chlorodont”, ca și crema cunoscută inițial sub numele de Leoderm. Încă din primul an de activitate al laboratorului, sunt aduse din Anglia și Italia rizomi de mentă, punându-se astfel bazele primelor culturi cu această plantă în împrejurimile Bodului. Sunt puse în funcțiune instalații pentru extragerea din plante a uleiurilor necesare aromatizării pastei de dinți. Din 1932, laboratorul devine fabrică, numele ales fiind Chlorodont.
Trebuie menționat faptul că firma Chlorodont România aparținea de concernul german Chlorodont, primul care a fabricat și impus la nivel mondial pasta de dinți în tub metalic. Concernul devine lider mondial, exportând în toate țările lumii.
În 1928 s-a deschis în Brașov o nouă unitate de fabricare a produselor cosmetice, cumpărată în 1932 de firma Beiersdorf. Materiile prime se aduceau în cea mai mare parte din Germania și se produceau aici creme și paste Nivea. Din 1936 se livrează emplastre, iar din 1938 și săpun.
În iulie 1950, vechile fabrici Chlorodont și Beiersdorf sunt comasate în întreprinderea „Nivea”, căreia i se adaugă la 1 septembrie 1956 și fabrica Poiana. Directorul fabricii Beiersdorf, Vasilică Tarția, a fost torturat de autoritățile de represiune brașovene, după care a fost trimis în temniță la Aiud. Din cauză că, după război, firmei germane i-a fost confiscată marca, chestiune reparată abia în 1997 în urma unui proces, Nivea Brașov a deținut, un timp, monopolul asupra dreptului de utilizare a numelui.
După 1957, fabrica a fost retehnologizată în vederea producției de sortimente noi. În zona Bod se dezvoltă o unitate de culturi agricole, lângă vechile plantații de mentă, cărora li se adaugă lavandă și salvie, pe o suprafață de peste 280 de hectare. Mușchiul de stejar era utilizat ca fixativ, iar cetina de brad pentru aroma de rășinoase. În această perioadă, fabrica deschide și o secție de cercetare, care va lansa tehnologii îmbunătățite pentru noile produse.
Din 1963 se trece la producția proprie de tuburi de aluminiu pentru pastele de dinți și cremele de ras, iar din 1965 se dau în folosință doze pentru spray-uri și aerosoli. În anii '70, secția de emplastare începe producția a mai multe sortimente de romplast, pansaplast, bandă adezivă și leucoplast dublu.
Anii '80 au consacrat firma pe piața internațională. Este perioada de maximă înflorire a întreprinderii și totodată perioada cu cele mai multe sortimente aflate în procesul de producție (de ordinul sutelor).
După 1990, firma a fost redenumită Norvea. În 1993, prin privatizare, Colgate-Palmolive a preluat 76% din acțiuni, iar în 2006 a cumpărat și restul de 24% de la foștii acționari ai Norveei.

## Produse cunoscute
- săpunuri: Magnolia, Exotic
- paste de dinți: Cleștar, Cristal, Irinel,

Mărgăritar, Ossidenta, Pell-Amar, Norvea, Perla
- creme de ras: Călin, Triumf
- creme de piele (de mâini, antirid, de față): Catifelin, Diafan, Gazel, Nivea, Norvea, Nutrin, Perla
- spray-uri, fixative (cosmetice și pentru uz casnic): Bob, Cadran, Comfort, Dacia, Di-Da, Dublet, Gazel, Molid, Revin, Șah
- parfumuri, ape de toaletă: Cordial, Gazel, Șah